# 門氏項鰭鯰
門氏項鰭鯰，為輻鰭魚綱鯰形目項鰭鯰科的其中一種，為熱帶淡水魚類，分布於南美洲巴西Parnaíba及Pindaré-Mirim河流域，體長可達13.1公分，棲息在底層水域，生活習性不明。

## 扩展阅读
維基物種上的相關：門氏項鰭鯰